# 시라카미 산지
시라카미 산지(일본어: 白神山地, 영어: Shirakami-Sanchi)는 아오모리현의 남서부에서 아키타현 북서부에 걸쳐 펼쳐져 있는 산지로 사람의 손이 닿지않은 원생림으로 보호되는 지역이다. 1954년 발행된 국토지리원 지세도에는 〈시라카미 산지〉라는 명칭이 사용되고 있지만, 세계유산 등록 이전에는 《히로니시 산지》(弘西山地)라고도 불렸다.

## 개요
전체 면적은 1300km2로, 그 중 약 169.7km2이 유네스코의 세계 유산(자연 유산)에 등록되어 있다. 아오모리현 쪽의 면적은 그 중 74%인 126.3km2를 차지하고 있고, 너머지 43.4km2는 아키타현 북서부에 해당한다. 시라카미 산지는 호류지 지역의 불교건조물, 히메지성, 야쿠시마와 함께 1993년 일본 최초로 세계 유산으로 등록되었다.
시라카미 산지의 세계 유산 등록 외부 지역에 거대한 산림이 있고, 그 지역 밖을 포함하여 부르는 경우가 일반적이다. 그 중에서도 특히 산 길의 정비가 전혀되지 않은 중심 지역이 세계 유산으로 등록되어 있다.
세계 유산 지역은 중앙의 핵심 지역과 주변의 완충 구역으로 구분되는데, 이 지역은 세계 유산 등록보다는 개발을 하지 않고 있는 그대로 보호하게 되어 있다. 따라서, 이 지역은 유산 등록 이전부터 있었던 등산로 이외 도로를 제외하고 앞으로도 영구적으로 정비되지 않을 예정이다. 특히 핵심 지역은 도로가 전혀 정비되어 있지 않다. 또한, 아오모리현 쪽의 핵심 지역에 들어가기 위해서는 사전 또는 당일까지 산림관리 책임자에게 보고를 해야 한다. 아키타현 측의 핵심 지역은 원칙적으로 입산금지 지역이다. 핵심 지역은 산길조차 없기 때문에, 그곳은 산지가 매우 험해서 종종 세계 유산으로 등록된 핵심 지역에서 조난 사고로 인한 사망자도 나오고 있다.
또한 이곳은 어획 금지 지역으로 고기잡이를 하려면 수산업 협동조합 및 산림 관리책임자의 허가가 필요하다. 또한 어업 조합은 이곳의 어획을 연중 금하고 있다.

## 볼거리

### 너도밤나무 원시림
너도밤나무는 전통 표고 버섯 재배외에는 별로 쓸모없는 나무였기 때문에 벌채를 피할 수 있었다. 너도밤나무에 많고 작은 열매가 맺는데, 과수와 마찬가지로 수명이 짧고, 수명은 200년 정도이다. 자연 방치되어 쓰러진 참나무는 다른 나무와 생물의 생존에 필수적인 영양분을 공급한다. 시라카미 산지의 너도밤나무 원시림은 수령이 어린 나무부터 대목, 노목, 썩은 것까지 모든 세대를 볼 수 있다.

### 암몬 폭포

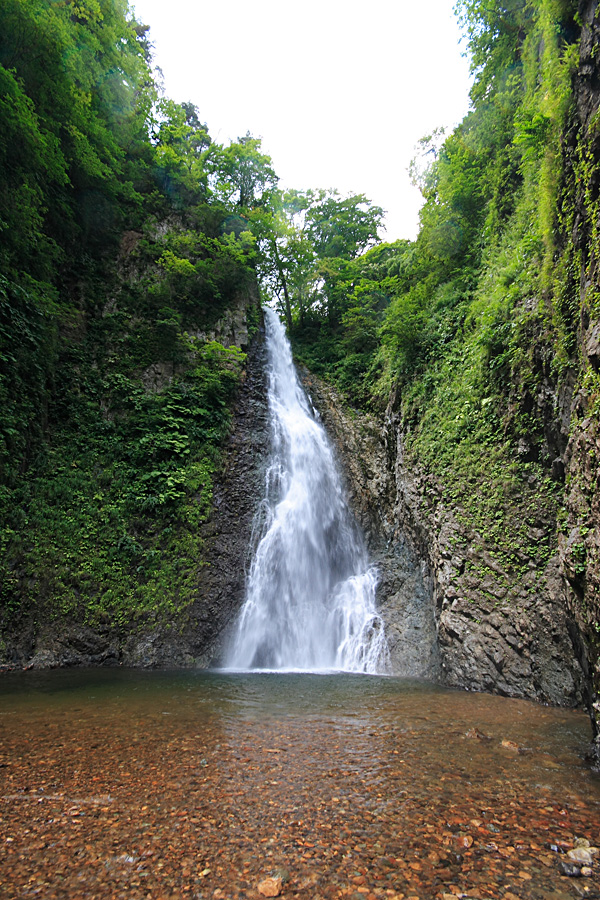
암몬노타키（맨 처음 폭포)

3개의 폭포로 이루어진 암몬 폭포(이하 암몬노타키)는 은 주차장과 버스정류장에서 편도 1시간(세 번째 폭포에서 편도 30분)을 가야하는 세계유산 완충 지역에 있기 때문에 관광지로 인기가 있다. 폭포까지 산길 옆에는, 위와 같은 너도밤나무의 원시림이 있고 관측을 위한 도로도 정비되어 있다. 그러나 폭포 바로 앞에서 길이 험해져서 강가를 걷는 등 통행에 위험을 동반한다. 또한 물이 불어날 때는 즉시 차단되므로 미리 확인해야 한다.

## 지형적인 특징
시라카미 산지는 일본 동북에서 아크형 융기 지대에 위치하고 있으며, 현재도 활발하게 융기하고, 이에 따른 하천의 침식의 결과 V자형 계곡이 형성되고 있다. 마그마가 지하에서 굳어진 반심성암과 관입암 종류가 딱딱하기 때문에 침식 과정에서 폭포가 되었다. 또한 진흙 바위와 가는 입자 때문에 미끄러지기 쉽고, 능선 붕괴와 산사태가 많이 발생하고있다. 산사태 지역은 내륙에 비해 지형이 완만하며, 나무도 어린 것들이 주를 이루고 있다.

## 같이 보기
- 일본의 세계유산
- (일본어) 일본의 비경 100선